# الجمعية اللبنانية لرعاية المعوقين
الجمعية اللبنانية لرعاية المعوقين- إحدى الجمعيات اللبنانية، وهي جمعية غير حكومية وغير ربحية، تم تأسيسها في عام 1984م

## النعريف بالجمعية
الجمعية اللبنانية لرعاية المعوقين Lebanese Welfare Association for the Handicapped ، والمعروف أختصارًا بــ (LWAH) منظمة غير حكومية وغير ربحية تأسست عام 1984م من قبل السيدة/ رندة عاصي بري وتتمتع بمركز استشاري خاص لدى المجلس الاقتصادي والاجتماعي التابع للأمم المتحدة منذ عام 2000م. تتمثل مهمتها في تحسين نوعية الحياة للأشخاص ذوي الاحتياجات الخاصة وتعزيز كرامتهم واستقلاليتهم وانتاجيتهم. كما تسعي الجمعية الجمعية إلى تحويل إعاقة ذوي الاحتياجات الخاصة إلى طاقة وقدرة، وتقدم الجمعية خدماتها من خلال المراكز الثلاثة للجمعية في كل من: بيروت، وبعلبك، والصرفند، وتتنوع خدمات الجمعية ما بين الخدمات الطبية والعلاج الطبيعي، وخدمات إعادة التأهيل علي مستويات عدة: نفسية واجتماعية وتعليمية وترفيهية. الجمعية عند تاسيسها كانت تسمي "الجمعية اللبنانية لرعاية المعاقين" ، وتم تعديل المسمي في 7/1992م إلي" الجمعية اللبنانية لرعاية المعوقين - لوي"

## المراكز التابعة للجمعية
من أهم وأبرز المراكز التي تتبع الجمعية اللبنانية لرعاية المعوقين، مجمع نبيه بري لتاهيل المعوقين، وهو أحد أكبر مراكز تأهيل المعوقين وذوي الأحتياجات الخاصة في لبنان والمنطقة العربية، والذي يسعى إلي تحويل الإعاقة إلى طاقة من خلال الخدمات الشاملة والمتميزة التي يقدمها تحت إشراف من الجمعية اللبنانية لرعاية المعوقين، وجاءت فكرة تاسيس المجمع في عام 1988م بسبب الحاجة الماسة التي لمستها الجمعية لإنشاء مثل هذا النوع من المراكز لتأهيل المعوقين، وبما يتماشي مع ظروف الحرب التي مرت بها لبنان، والتي خلفت من وراءها الكثير من المصابين والمعوقين. ويقع المجمع في بلدة الصرفند جنوب لبنان علي مساحة 50 الف متر قبالة ساحل الجنوب اللبناني، وتم افتتاحه في عام 1966م، المركز تم اعتماده رسمياً من قبل المنظمة الدولية لتوحيد المقاييس (أيزو) كما تم تصنيفه من قبل وزارة الصحة اللبنانية واعتماده مركز رعاية صحية أولية بدرجة متقدمة. ويضم المركز قسمًا للعلاج الفيزيائي، وقسمًا للعلاج النفسي، ويضم المجمع ايضًا مدرسة تربوية متخصصة، ومدرسة مهنية، كما يضم معهداً لمن هم فوق (18) عامًا. هذا بالإضافة إلى المركز الاستشفائي والعيادات الخارجية.

## أنشطة الجمعية
تقوم الجمعية اللبنانية لرعاية المعوقبن- بجانب الخدمات التي تقدمها- بالعديد من الأنشطة التي تخدم أهدافها، منها:
- وقعت الجمعية اتفاقية تعاون مشترك مع جامعة فينيسيا، وذلك في مجمع نبيه بري لرعاية وتأهيل المعوقين في الصرفند؛ لإعطاء منح دراسة لذوي الاحتياجات الخاصة وللاستمرار في التعليم الجامعي حتى نهاية الاختصاص وتأمين فرص العمل بهدف دعم وتطوير المتفوقين من أصحاب الاحتياجات الخاصة. ووقع عن الجمعية اللبنانية لرعاية المعوقين المديرة العامة التنفيذية للجمعية ريم مكي حدارة وعن جامعة فينيسيا رئيسها الدكتور عماد زبيب، وأوضحت جدارة: إنها «مبادرة قامت بها الجمعية مع جامعة فينيسيا، وهي تصبّ في هدف الجمعية الأساسي لتأمين مستقبل واعد لأصحاب الاحتياجات الخاصة وتأمين حياة كريمة لهم وليستطيعوا الإندماج في المجتمع مثل أيّ إنسان عادي». وأن هذا الهدف لا يتحقق إلا بالتعليم الصحيح والتعليم العالي وهذه المبادرة لكي نعطيهم فرصة لتكملة تحصيلهم العلمي والجامعي وتحديداً في جامعة فينيسيا لأنّ هذه الجامعة تتميّز بعطاءاتها وجودة التعليم فيها لذلك الجمعية اليوم أرادت أن تهدي خمس طلاب منحاً جامعية كاملة في جامعة فينيسيا وفي الاختصاص الذي يريدونه على أن يتمّ قبولهم بحسب شروط الجامعة».[6]
- إقامة الأحتفال السنوي للجمعية، والذي يتم من خلاله تكريم نخبة من المميزين العرب في عالم الطب والموسيقا وقطاع الأعمال. ونذكر علي سبيل المثال تكريمها في 2016م للفنان السوري دريد لحام، وعرضت خلال حفل التكريم فيلما وثائقيا يبرز محطات حياته الفنية والمهنية ومقاطع من أبرز أدواره المسرحية والتلفزيونية. واشار دريد لحام إلى أن الجمعية اللبنانية لرعاية المعوقين أعطت أروع مثل عن الشراكة الإنسانية في الوطن طالبا أن “يتم قبوله مع زوجته في الجمعية”.[7]
- زيارة وزير الشؤون الاجتماعية ريشار قيومجيان مجمع نبيه بري لتأهيل المعوقين في الصرفند حيث كان في استقباله رئيسة الجمعية اللبنانية لرعاية المعوقين عقيلة رئيس مجلس النواب السيدة رندى عاصي بري ، المديرة العامة للجمعية السيد ريم مكي حدارة ، مدير مجمع نبيه لتأهيل المعوقين في الصرفند الاستاذ محمد تفاحة وعدد من اعضاء الهيئة الادارة في الجمعية وبعد استراحة قصيرة قدمت خلالها السيدة للوزير قيومجيان شرحا عن عمل واهداف الجمعية اللبنانية لرعاية المعوقين قدمت السيدة بري للوزير قيومجيان درع الجمعية واعمال حرفية من انتاج ذوي الاحتياجات الخاصة في المجمع.[8]